# ピクトン (ニュージーランド)
ピクトン（Picton，New Zealand）は、ニュージーランド南島にある港町。南島の北東部に位置し、北島のウェリントンとの間をフェリーが就航しており、海上交通の拠点である。人口は4730人（2020年）。
海洋地形の入り江をもつマールボロ・サウンドやトレッキングコースのクイーン・シャーロット・サウンド（トラック）へ向かう起点にもなる。